# 愚管抄
『愚管抄』（ぐかんしょう）是天台宗僧侶慈圓所著的鎌倉時代初期的史論書。全书7卷。于承久之亂前朝廷和幕府之間緊張升高的承久2年（1220年）成立，承久之亂後又加以修訂。

## 概略
初代・神武天皇至第84代・順德天皇的歷史，潮流已由貴族的時代轉換到武士的時代，根據末法思想和「道理」的理念，全書以假名文記述。

## 構成
『愚管抄』的內容由風格相異的三部分構成，全7卷。卷1和卷2是「漢家年代」「皇帝年代記」，是神武以來之天皇年代記，卷3到卷6是以道理的推移為中心的歷史敘述，卷7是論說，關於道理的總括。

## 版本
- 日本古典文学大系本〔旧大系〕（岩波書店、1967年）
- 丸山二郎校注『愚管抄』（岩波文庫、1949年）
- 新訂増補国史大系本『古今著聞集・愚管抄』（吉川弘文館、2000年） ISBN 4-642-00320-7

## 外部連結
- 愚管抄 （页面存档备份，存于）